# Breen
De Breen zijn een fictief ras van buitenaardse, intelligente wezens die voorkomen in het Star Trek-universum oorspronkelijk gecreëerd door Gene Roddenberry in 1966.
De Breen staan bekend als een oorlogszuchtig ras in het Alfa Kwadrant. Zij werden voorgesteld als een mysterieus volk, gekleed in kostuums compleet met maskers waardoor hun werkelijke uiterlijk een geheim bleef tot het vijfde seizoen van Star Trek: Discovery. Zij heersen over een gebied dat de Breen Confederacy en vervolgens vanaf Star Trek: Discovery het Breen Imperium wordt genoemd. 
De Breen komen voornamelijk voor in de Star Trek spin-offserie Star Trek: Deep Space Nine. In de zogenaamde Dominion War met de Federation streden zij aan de zijde van de Dominion. De Breen hebben sterrenschepen die gedeeltelijk biologisch zijn.
Van de Breen werd algemeen aangenomen dat ze een zeer koude planeet bewoonden maar aan het einde van de Dominion War, als de Breen aan de kant van de Dominion aan de strijd deelnemen, vertelt de Vorta Weyoun aan zijn Cardassian bondgenoten dat Breen juist een tropisch paradijs is. De Breen droegen de pakken niet uit noodzaak, om te kunnen overleven bij extreme kou, maar om zichzelf te harden door middel van zelfkastijding.